# Monteirópolis
Monteirópolis est une municipalité brésilienne dans l'État de l'Alagoas.